# 笠松運動公園陸上競技場
笠松運動公園陸上競技場（かさまつうんどうこうえんりくじょうきょうぎじょう）は、茨城県にある笠松運動公園内の陸上競技場。球技場としても使用され、Jリーグ・水戸ホーリーホックのホームスタジアムとしても使用された。また、鹿島アントラーズも茨城県立カシマサッカースタジアム完成前の1992年と、2002 FIFAワールドカップの開催に伴う、芝生養生の関係で2002年にそれぞれヤマザキナビスコカップで使用していたこともあった。公園はひたちなか市、那珂市、那珂郡東海村にまたがる（主たる所在地はひたちなか市）が、本競技場の敷地はすべて那珂市に含まれる。
2022年4月1日より水戸市の金融機関、水戸信用金庫が命名権を獲得し、「水戸信用金庫スタジアム」の名称を使用している（後述）。

## 施設概要

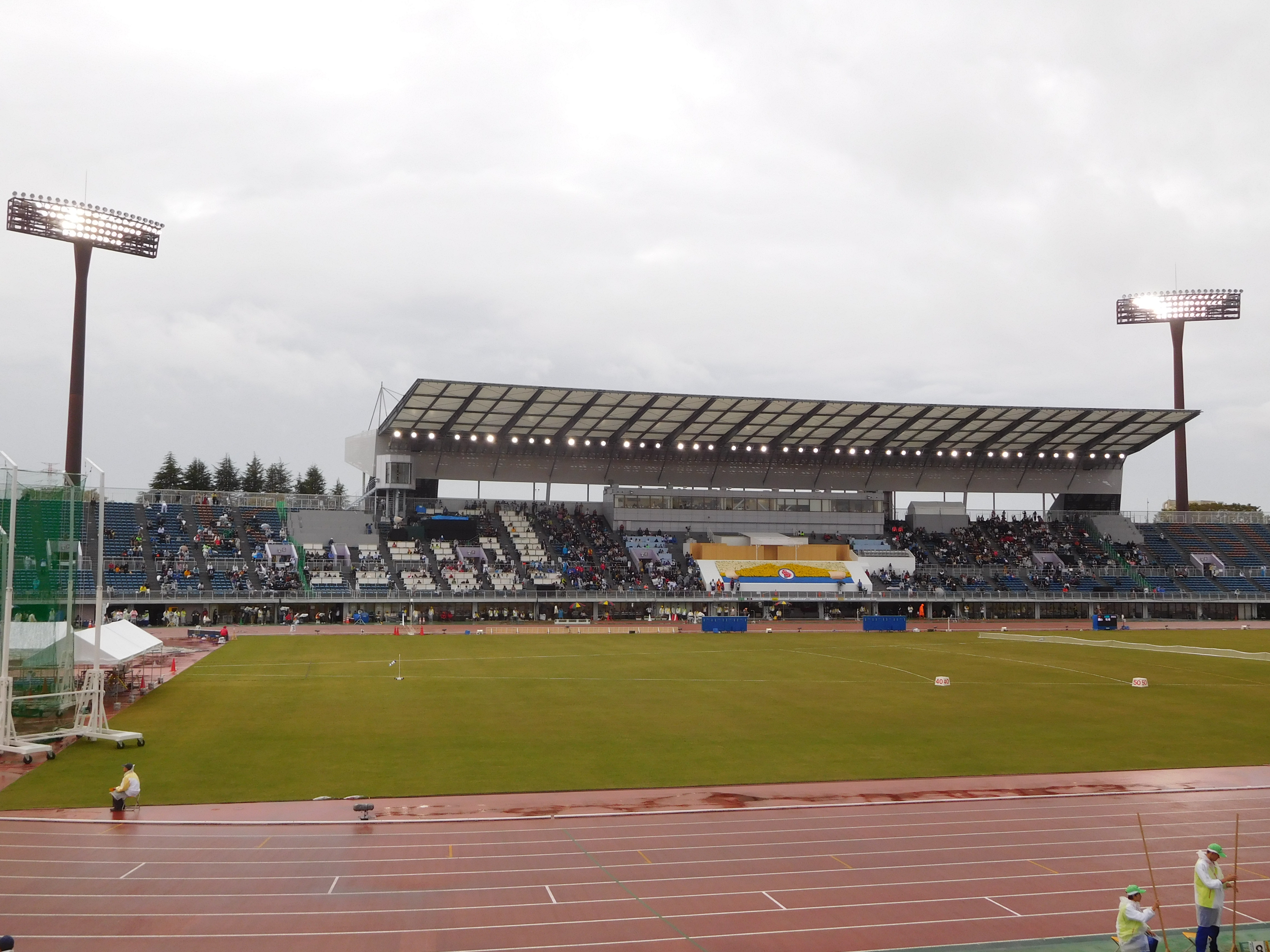
競技場内

1974年に開かれた第29回国民体育大会のために作られた。当時はバック・ゴール裏スタンドは最前列が芝生席、後方が座席という二層式のスタンド（2万人収容）だったが、2002年のインターハイの開催に備えた改修工事で22,022人収容になった。ナイター設備（4機）、電光掲示板を設置した。
- 日本陸上競技連盟第1種公認[4]
- トラック：400m×9レーン
- ピッチ：ティフトン芝 106m×68m
- 大型電光掲示板
- 周辺施設：運動公園内に補助陸上競技場、球技場、野球場、テニスコート、屋内水泳プール兼アイススケート場など

### 改修工事

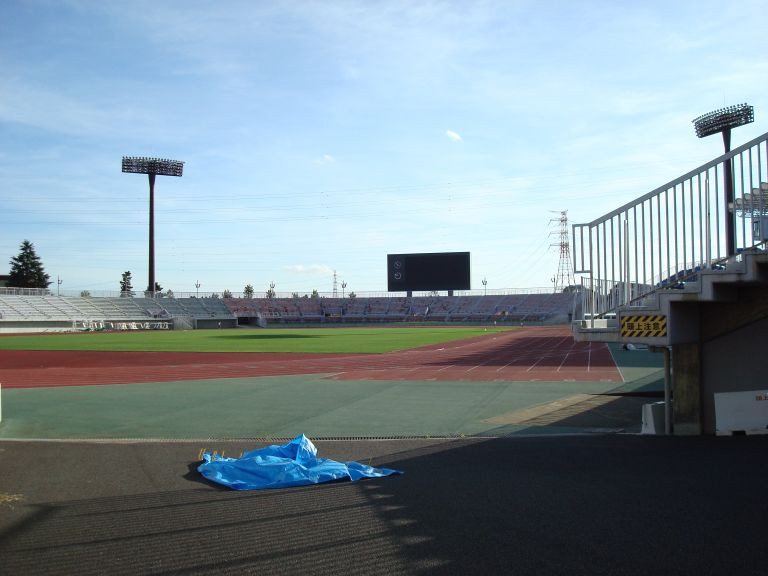
改修工事前の競技場内（2007年）

2019年の第74回国民体育大会（いきいき茨城ゆめ国体）で、メイン会場として使用するために改修工事が行われることになり、2015年9月1日から工事に着手した。主な内容はメインスタンドの屋根改修工事と、スタンド・フィールド他改修工事で、メイン競技場は2018年3月31日、補助競技場は2016年3月31日まで、この間は公式な大会用途（記録会、運動会、サッカー・ラグビーなど）を目的とした使用はできなかった。2021年には第48回全国中学生陸上競技大会開催に際し陸上トラックの改修を行った。2024年現在の収容人員は22,002人である。

## 陸上競技
- 第29回国民体育大会陸上競技（1974年）
- 第55回全国高等学校陸上競技対校選手権大会（2002年）
- 第74回国民体育大会陸上競技（2019年）
- 第48回全日本中学校陸上競技選手権大会（2021年）
- 笠松スポーツフェスティバル

学生や実業団などの関東大会や県大会にも多く利用されていて2016年に行われた第68回全日本中学校通信陸上競技茨城大会で、手代木中学校の選手が100メートル走で10秒79という驚異的なタイムを叩きだし、全国ベスト8にまでのぼりつめた。

## 水戸ホーリーホック
水戸ホーリーホックは、水戸市にある水戸市立競技場がJリーグ開催の基準を満たさなかったことから、2001年から2009年まで本競技場を本拠地として使用していた。2009年11月に水戸市立競技場の改修工事が行われ、「ケーズデンキスタジアム水戸」（通称：Ksスタ）としてリニューアルオープンしたことを受け、11月以降の水戸ホーリーホックのホームゲーム3試合はKsスタで行われ、翌年以降は水戸ホーリーホックのホームゲームを原則Ksスタでの開催に移行したため、笠松はシーズンに数試合使用されるのみとなり（2010年は1試合開催=当初2試合の予定が急遽変更された）、2011年は笠松から完全撤退し全試合Ksスタで行われた。
なお、水戸ホーリーホックはJリーグクラブライセンス制度においては、Ksスタの収容人員が1万人強が現状で、J1規格（15,000人以上収容）に適合していないことから、J2ライセンスのみの取得となったことや、東日本大震災の復旧・復興の予算が優先され、Ksスタの改修メドがたっていないことを受けて、早期のJ1ライセンス取得へ向けた取り組みとしてKsスタのJ1規格への改修・増築を行う間に「一時復帰」の形で使用することを視野に、同競技場を管理する茨城県など関係自治体・各方面と協議をすることも示唆している。
2019年に向けた改修前の本競技場は、Jリーグ規約第29条に定める1,500ルクスの照明を確保できていないほか、ピッチが夏芝のため冬は常緑を保てないなど問題が多く、現在はJ1のみならずJ2のスタジアム基準も満たしていない。改修には数千万円の工事費用が見込まれることから県は難色を示していたが、国体に向けた改修工事に合わせて大型映像装置の改修や照明の照度アップ、芝の改修が行われており、J1スタジアム基準を満たす見込みとなったことから、2018年6月29日に水戸ホーリーホックがJ1クラブライセンス取得に向けた申請書類を提出したことを公表。Ksスタと笠松の両方をホームスタジアムとして申請し、J1ライセンスを取得して順位条件を満たしてJ1に昇格した場合は原則として笠松でホームゲームを行う方針だったが、2018・19年度ともJ1昇格に必要な順位を充足できず（2018年：10位、 2019年：7位 ）、笠松の改修が行われないことが確定したことからJ2ライセンスとなり、実際に2019・20年度ともリーグ戦が笠松で行われることはなかった。
なお、2015シーズンは開幕戦（2015年3月8日）のロアッソ熊本戦から5試合を本競技場で実施している。これはKsスタの陸連第1種公認への更新に必要な、芝生の張替とその養生期間を要することによる。
2020年6月に申請した2021年度のJリーグライセンスにおいて、水戸ホーリーホックは「民活・民営」の新専用スタジアムの建設計画を予定しており、2020年度ライセンス（2019年6月申請）からの規約改正による「スタジアムの例外規定2」を申請しているため、J1ライセンスが承認された場合でもケーズデンキスタジアムを使用できる見通しである。

## 命名権
2022年4月1日より水戸市に本店を置く水戸信用金庫が命名権を獲得し、「水戸信用金庫スタジアム」とした。契約は2026年3月31日までの4年間で、契約料は年490万円。

## 所在地

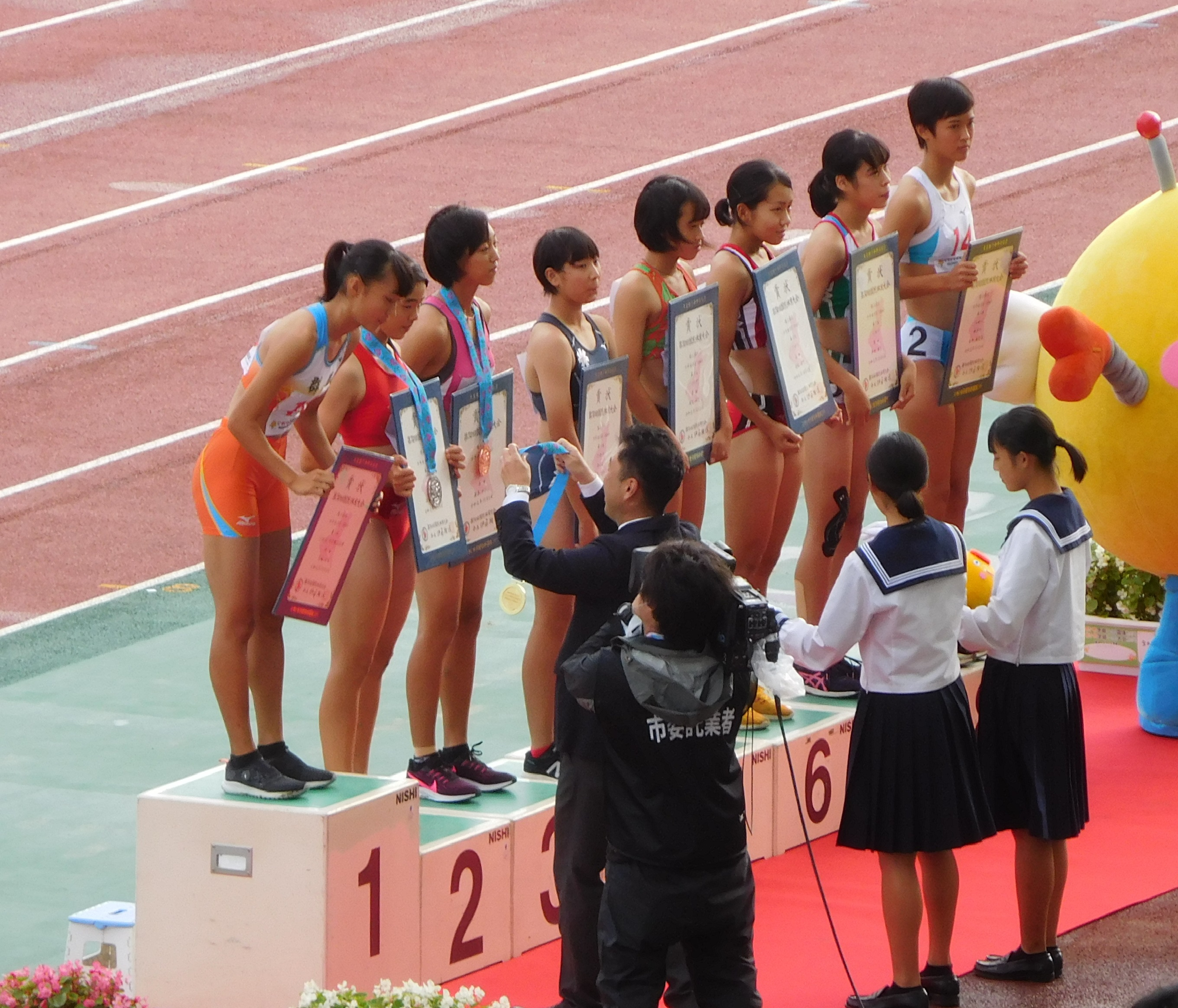
国体少年女子B 100mHの表彰式
優勝者・恩田未來にひたちなか市長・大谷明がメダルを授与している。

先述の通り、陸上競技場は全域が那珂市に所在し、消防・警察は通常、那珂市消防本部・那珂警察署の所轄になる。従来は陸上競技場内に公園管理事務所があったため、公園所在地も那珂郡那珂町（当時）の扱いだったが、2002年（平成14年）の全国高等学校総合体育大会（インターハイ）の際に公園がひたちなか市側に拡張され、管理事務所も新設された笠松運動公園屋内水泳プール兼アイススケート場へ移転したため、公園の公称住所がひたちなか市に変更された。このため、笠松運動公園陸上競技場が報道される際に「那珂市」表記と「ひたちなか市」表記が報道機関によって割れることがある。
2019年のいきいき茨城ゆめ国体・大会の際には、消防・警察は通常の那珂市消防本部・那珂警察署だけでなく、ひたちなか市と東海村を管轄するひたちなか・東海広域事務組合消防本部・ひたちなか警察署の職員も対策本部に詰めて非常時に備えた。那珂市に所在するものの、陸上競技はひたちなか市が主催した。なお前回の水と緑のまごころ国体（1974年）の際にも本競技場で開催したが、自治体規模を考慮し、水戸市の主催となった。

## アクセス
鉄道
- JR常磐線
  - 水戸駅、東海駅から茨城交通バス・笠松運動公園前下車
  - 佐和駅からひたちなか市コミュニティバス・運動公園入り口下車
  - 佐和・東海両駅から徒歩30 - 40分

臨時バス
- ホーリーホックホームゲーム開催時などは東海駅、水戸駅からシャトルバス運行あり（要確認）
- 2019年の国民体育大会の際には勝田駅からシャトルバスが運行された[18]。

車
常磐自動車道那珂インターチェンジまたは日立南太田インターチェンジから約6km。国道6号沿いに位置する。駐車場は6か所あり、合計2,781台を収容するが、使用可能な駐車場はイベントごとに異なる場合がある。